# Clinodiplosis santhali
Clinodiplosis santhali är en tvåvingeart som först beskrevs av Grover 1961.  Clinodiplosis santhali ingår i släktet Clinodiplosis och familjen gallmyggor. Inga underarter finns listade i Catalogue of Life.